# Neopecoelus scorpaenae
Neopecoelus scorpaenae är en plattmaskart. Neopecoelus scorpaenae ingår i släktet Neopecoelus och familjen Opecoelidae. Inga underarter finns listade i Catalogue of Life.